# Joan Brady
Pour les articles homonymes, voir Brady.
Joan Brady, née le 4 décembre 1939 à San Francisco (Californie) et morte le 13 juin 2024, est une danseuse et romancière américaine naturalisée britannique.

## Biographie
Joan Brady a été danseuse du San Francisco Ballet et du New York City Ballet avant d'étudier à l'université Columbia.
En 1993, elle devient la première femme à obtenir le Whitbread Book Awards (Meilleur roman) pour son deuxième roman, L'Enfant loué (Theory of War). En France, ce roman remporte le Prix du Meilleur livre étranger 1995.
En 1963 elle se marie avec Dexter Masters (en), un écrivain américain qui écrit principalement des dangers de la bombe A. Son mari meurt en 1989.
Joan Brady est installée dans le Devon en Angleterre. Elle meurt le 13 juin 2024 à l'âge de 84 ans.

## Œuvres
- The Impostor (1979)
- The Unmaking of a Dancer (1982), publié en Grande-Bretagne sous le titre Prologue: An Unconventional Life
- Theory of War (1993) Publié en français sous le titre L'Enfant loué, traduit par Pierre Alien, Paris, Pion, coll. « Feux croisés », 1994  (ISBN 2-259-02515-3) ; réédition, Paris, Pocket no 4467, 2001  (ISBN 2-266-07037-1)
- Death Comes For Peter Pan (1996)Publié en français sous le titre Peter Pan est mort, traduit par Marc Cholodenko, Paris, Pion, coll. « Feux croisés », 1997  (ISBN 2-259-18363-8)
- The Emigré (1999) Publié en français sous le titre L'Émigré, traduit par André Zavriew, Paris, Pion, coll. « Feux croisés », 2001  (ISBN 2-259-19045-6)
- Bleedout (2005)
- Venom (2010)
- The Blue Death (2012)
- America’s Dreyfus: The Case Nixon Rigged (2015)